# Aadland
Aadland hay Ådland là một họ người của Na Uy. Những người đáng chú ý có mang họ này bao gồm:
- Beverly Aadland (1943-2010), nữ diễn viên người Mỹ
- Eivind Aadland (sinh năm 1956), nhạc trưởng và nghệ sĩ violin người Na Uy
- Wade Belak (1976-2011), vận động viên khúc côn cầu trên băng người Canada, sinh ra Wade William Aadland